# 15 juli
15 juli är den 196:e dagen på året i den gregorianska kalendern (197:e under skottår). Det återstår 169 dagar av året.

## Återkommande bemärkelsedagar

### Flaggdagar
- Tornedalsflaggans dag

## Namnsdagar

### I den svenska almanackan
- Nuvarande – Ragnhild och Ragnvald
- Föregående i bokstavsordning
  - Apostlarnas delning – Denna benämning på dagens datum, som på latin heter Divisio apostolorum, fanns där fram till 1901, då den utgick. Enligt legenden ska benrelikerna efter apostlarna Paulus och Petrus blivit sammanblandade, men denna dag ska en röst från himlen ha sagt vilka ben, som hörde till vem, vilket firades på denna dag.
  - Ragnhild – Namnet infördes på dagens datum 1901 och har funnits där sedan dess.
  - Ragni – Namnet infördes på dagens datum 1986, men utgick 1993.
  - Ragnvald – Namnet infördes 1901 på 24 maj. 1993 flyttades det till dagens datum och har funnits där sedan dess.
  - Runo – Namnet infördes på dagens datum 1986, men utgick 1993.
- Föregående i kronologisk ordning
  - Före 1901 – Apostlarnas delning
  - 1901–1985 – Ragnhild
  - 1986–1992 – Ragnhild, Ragni och Runo
  - 1993–2000 – Ragnhild och Ragnvald
  - Från 2001 – Ragnhild och Ragnvald
- Källor
  - Brylla, Eva (red.): Namnlängdsboken, Norstedts ordbok, Stockholm, 2000. ISBN 91-7227-204-X
  - af Klintberg, Bengt: Namnen i almanackan, Norstedts ordbok, Stockholm, 2001. ISBN 91-7227-292-9

### Finlandssvenska almanackan
- Nuvarande från 2020[1] – Ragnhild, Ragni, Ramona, Ragna
- I föregående revideringar[a][2]
  - 1929–1949 – Ragnhild, Ragni
  - 1950–1988 – Ragnhild
  - 1989–2019 – Ragnhild, Ragni, Ragna

## Händelser
- 1099 – De kristna korsfararna intar den heliga gravens kyrka och därmed är belägringen av Jerusalem, som har varat sedan 7 juni, över. Detta blir en stor framgång för de kristna under det första korståget (som har inletts 1096), men efter erövringen av Jerusalem massakrerar de alla i staden, som inte är katolskt kristna (muslimer, judar och ortodoxt kristna), varvid uppåt 70 000 civila blir mördade. Därmed är korståget över, eftersom korsfararna har uppnått målet att ”befria den heliga staden Jerusalem från de otrogna”. Därmed grundas också flera kristna kungariken i området, däribland Jerusalem,[3] som varar i nästan 200 år (till 1291).
- 1240 – En novgorodsk här ledd av Alexander Nevskij besegrar en svensk styrka ledd av biskop Tomas i slaget vid Neva. Därmed avslutas det fälttåg, varigenom svenskarna försöker få kontroll över floden Nevas mynning och staden Ladoga, för att i sin tur kunna kontrollera den urgamla handelsvägen mellan Skandinavien och Bysantinska riket och det svensk-novgorodska kriget är över. Den novgorodske befälhavaren Alexander blir några år senare storfurste av Novgorod och sedermera rysk nationalhjälte och det är på grund av att han leder novgoroderna till seger i detta slag, som han får tillnamnet Nevskij.
- 1410 – En polsk-litauisk styrka på 32 000 man, ledd av den polske kungen Vladislav II, besegrar en 27 000 man stark här från Tyska orden, ledd av högmästaren Ulrich von Jungingen i slaget vid Tannenberg. Slaget blir det största i Europas medeltida historia och en avgörande seger för polackerna. Även om Tyska orden motstår belägringen av ordensborgen i Marienburg och endast tvingas till mindre landavträdelser i freden året därpå är deras militära makt bruten och de återhämtar sig aldrig igen. Även om det dröjer 150 år (till 1560-talet), innan den tyska ordensstaten är upplöst innebär slaget, att den militära makten i nordöstra Europa skiftar i polsk favör och att Polen-Litauen blir områdets starka makt för ungefär tre århundraden framåt.
- 1799 – Under det franska fälttåget i Egypten under de franska revolutionskrigen hittar franska soldater en sten med olika textinskriptioner, vilken sedermera får namnet Rosettestenen, eftersom den hittas i byn Rashid (som fransmännen kallar Rosette). Inskriptionerna dateras sedermera till 196 f.Kr. och är samma budskap med tre olika skriftspråk: egyptiska hieroglyfer, demotisk skrift och antik grekiska. Med hjälp av detta lyckas den franske forskaren Jean-François Champollion 1822 lösa hieroglyfernas gåta, eftersom språkforskarna känner till demotiskan och grekiskan, medan hieroglyferna har varit otydda i århundraden.
- 1815 – Sedan den franske kejsaren Napoleon I har förlorat slaget vid Waterloo den 18 juni och därmed tvingats att för andra gången abdikera från posten som fransk kejsare den 22 juni kapitulerar han denna dag till britterna ombord på det brittiska linjeskeppet HMS Bellerophon. Han har valt detta som alternativ, för att lämna fransk jord, snarare än att bli fånge hos den återinsatte bourbonske kungen Ludvig XVIII. Fartyget avseglar strax därpå till England och Napoleon förblir ombord i tre veckor (dock utan att stiga iland på engelsk mark). Den 7 augusti går han istället ombord på HMS Northumberland, som för honom till den sydatlantiska ön Sankta Helena, där han tvingas leva i exil till sin död 1821.
- 1974 – Den paramilitära organisationen EOKA B genomför en statskupp på Cypern, med stöd av det cypriotiska nationalgardet och militärjuntan i Grekland, där man avsätter president Makarios och istället insätter Nikos Sampson som Cyperns diktator. Då den nya regimen är för en fullständig förening av Cypern med Grekland känner sig Turkiet hotat av den nya situationen på ön och den 20 juli genomför turkiska trupper en invasion av ön, som delar den i en nordlig och en sydlig del, av vilka den nordliga blir en del av Turkiet. Denna invasion leder till att den grekiska militärjuntan faller den 23 juli. 1983 förklarar sig denna del som en självständig republik (även om Turkiet är det enda land i världen, som har erkänt den), men gränsen mellan nord och syd förblir stängd i flera årtionden och än idag (2025) är frågan om Cyperns återförening olöst.
- 1983 – Den armeniska militanta organisationen Hemliga armeniska befrielsearmén (ASALA) genomför ett bombattentat mot Turkish Airlines incheckningsdisk på Orlyflygplatsen i den franska huvudstaden Paris. Åtta personer omkommer och 55 skadas i detta attentat, som genomförs som en del av ASALA:s kampanj för att få världen att erkänna det armeniska folkmordet i Osmanska riket 1915–1917. Förövaren Varoujan Garabedian döms 1985 till livstids fängelse, men släpps 2001. I en intervju 2008 menar han att dådet är en protest mot avrättningen av Levon Ekmekjian 1982, för ett attentat i Ankara samma år.
- 1996 – Microsoft och av General Electric då ägda NBC lanserar nyhetskanalen MSNBC som konkurrent till CNN i det amerikanska kabel-tv-nätet. Namnet kommer av förkortningen för Microsoft (MS) och NBC. Idag (2025) kan nästan 83 % av de amerikanska hushållen få in kanalen.
- 1997 – Den italienske modedesignern Gianni Versace blir skjuten till döds utanför sitt hus i Miami Beach i Florida. Mördaren Andrew Cunanan återfinns död ombord på en båt åtta dagar senare, sedan han har begått självmord med samma vapen som han sköt Versace med. Eftersom mördaren dör innan han kan förhöras får man aldrig reda på motivet. Versace kremeras och hans aska bisätts i hans hemort i Italien.
- 2016 – Militärkuppförsöket i Turkiet 2016 äger rum. Det slås dock ned och Recep Tayyip Erdoğan behåller sin post som landets president.

## Födda
- 1573 – Inigo Jones, engelsk arkitekt, målare och teaterdekoratör
- 1606 – Rembrandt Harmenszoon van Rijn, nederländsk målare, tecknare och grafiker
- 1718 – Alexander Roslin, svensk porträttmålare
- 1823 – Alexander, tysk prins av Hessen-Darmstadt
- 1831 – Thomas Michael Holt, amerikansk industrialist och politiker, guvernör i North Carolina 1891–1893
- 1840 – William Wilson Hunter, brittisk statistiker och historieskrivare
- 1848 – Vilfredo Pareto, italiensk sociolog, ekonom och moralfilosof
- 1858 – Emmeline Pankhurst, brittisk suffragett
- 1862 – Frank P. Flint, amerikansk republikansk politiker, senator för Kalifornien 1905–1911
- 1875 – Hill McAlister, amerikansk demokratisk politiker, guvernör i Tennessee 1933–1937
- 1892 – Walter Benjamin, tysk filosof, litteraturvetare och konstkritiker
- 1884 – Henning Ohlson, svensk författare, manusförfattare och sjöman
- 1895 – Hans-Georg von Friedeburg, tysk sjömilitär (generalamiral)
- 1899 – Seán Lemass, irländsk politiker
- 1903 – Kamaraj, indisk politiker
- 1904 – Gösta Terserus, svensk teaterskolledare och skådespelare
- 1906 – Arne Hedenö, svensk operettsångare och skådespelare
- 1910 – Ronald Binge, brittisk kompositör och textförfattare
- 1914
  - Sven Stiberg, svensk kompositör och jazzmusiker
  - Akhtar Hameed Khan, pakistansk underutvecklingsaktivist och samhällsvetare
- 1918 – Bertram N. Brockhouse, kanadensisk fysiker, mottagare av Nobelpriset i fysik 1994
- 1919 – Iris Murdoch, brittisk författare
- 1921 – Bruce Merrifield, amerikansk kemist, mottagare av Nobelpriset i kemi 1984
- 1922 – Leon M. Lederman, amerikansk fysiker, mottagare av Nobelpriset i fysik 1988
- 1924 – Jeremiah Denton, amerikansk republikansk politiker och amiral, senator för Alabama 1981–1987
- 1926 – Leopoldo Galtieri, argentinsk general, Argentinas president 1981–1982
- 1933 – John Hopfield, amerikansk fysiker, mottagare av Nobelpriset i fysik 2024
- 1935
  - Johan Bergenstråhle, svensk teater- och filmregissör
  - Ken Kercheval, amerikansk skådespelare
- 1939 – Gunilla Wolde, svensk barnboksförfattare, tecknare och illustratör
- 1943 – Bill Dinwiddie, amerikansk basketspelare
- 1946
  - Louise Edlind Friberg, svensk skådespelare och folkpartistisk politiker
  - Linda Ronstadt, amerikansk sångare
  - Hassanal Bolkiah, sultan av Brunei 1967–
- 1949 – Carl Bildt, svensk moderat politiker, adelsman och diplomat, Moderaternas partiledare 1986–1999, Sveriges statsminister 1991–1994 och utrikesminister 2006–2014
- 1950 – Bengt Assarsson, svensk nationalekonom
- 1952
  - Terry O’Quinn, amerikansk skådespelare
  - Ileana Ros-Lehtinen, kubansk-amerikansk republikansk politiker
- 1953 – Jean-Bertrand Aristide, haitisk präst och politiker, Haitis president
- 1956
  - Ian Curtis, brittisk musiker, sångare i gruppen Joy Division
  - Joe Satriani, amerikansk gitarrist
- 1958 – Mac Thornberry, amerikansk republikansk politiker, kongressledamot
- 1960
  - Kim Alexis, amerikansk fotomodell och skådespelare
  - Annichen Kringstad, svensk orienterare, bragdmedaljör
- 1961 – Forest Whitaker, amerikansk skådespelare, regissör och filmproducent
- 1963 – Brigitte Nielsen, dansk fotomodell och skådespelare
- 1965 – Alistair Carmichael, brittisk liberaldemokratisk politiker, parlamentsledamot
- 1966 – Dan Lipinski, amerikansk demokratisk politiker
- 1972 – John Dolmayan, amerikansk musiker, trumslagare i gruppen System of a Down
- 1973
  - Buju Banton, jamaicansk dancehall-, ragga- och reggaemusiker
  - Brian Austin Green, amerikansk skådespelare
  - Karin Adelsköld, svensk ståuppkomiker, programledare, teknikexpert och bloggare
- 1975 – Kalle Lind, svensk radiopratare och författare
- 1976 – Diane Kruger, tysk skådespelare och fotomodell
- 1977
  - Ray Toro, amerikansk gitarrist i gruppen My Chemical Romance
  - Lana Parrilla, amerikansk skådespelare
- 1980 – Jonathan Cheechoo, kanadensisk ishockeyspelare

## Avlidna
- 1274 – Giovanni Fidanza di Bonaventura, italiensk franciskanmunk, kardinal, teolog, filosof, kyrkolärare och helgon, känd som Bonaventura
- 1291 – Rudolf I, 73, kung av Tyskland, hertig av Österrike, Styrien, Kärnten och Krain
- 1299 – Erik Prästhatare, kung av Norge
- 1445 – Johanna Beaufort, Skottlands drottning
- 1467 – Filip III, 70, hertig av Burgund
- 1609 – Annibale Carracci, 48, italiensk målare och grafiker
- 1655 – Girolamo Rainaldi, 85, italiensk arkitekt
- 1685 – James Scott, 1:e hertig av Monmouth, 36, engelsk adelsman, illegitim son till kung Karl II
- 1758 – Ambrosius Stub, 53, dansk författare
- 1825 – David Ochterlony, 67, angloindisk militär
- 1828 – Jean-Antoine Houdon, 87, fransk skulptör
- 1883 – Charles Sherwood Stratton, 45, amerikansk dvärg och cirkusartist
- 1916 – Ilja Metjnikov, 71, rysk fysiolog, mottagare av Nobelpriset i fysiologi eller medicin 1908
- 1919 – Emil Fischer, 66, tysk kemist, mottagare av Nobelpriset i kemi 1902
- 1929 – Otto Binswanger, 76, schweizisk läkare och professor
- 1937 – Sam Ask, 58, svensk manusförfattare och skådespelare
- 1947 – Gustavo Giovannoni, 74, italiensk arkitekt
- 1948 – John Pershing, 87, amerikansk general
- 1950 – Emile Stiebel, 74, svensk operasångare och skådespelare
- 1953 – John Reginald Christie, 54, brittisk seriemördare och nekrofil
- 1957 – James M. Cox, 87, amerikansk demokratisk politiker och publicist, guvernör i Ohio
- 1958 – Julia Lennon, 44, brittisk servitris, mor till John Lennon
- 1959 – Ernest Bloch, 78, schweizisk-amerikansk kompositör
- 1960 – Albert Kesselring, tysk generalfältmarskalk
- 1966
  - August Lindberg (fackföreningsledare), LO:s ordförande
  - Sten Looström, svensk skådespelare
- 1974 – Christine Chubbuck, amerikansk nyhetsreporter
- 1984 – Karl Wolff, tysk SS-general
- 1987 – Alfie Bass, brittisk skådespelare
- 1990 – Margaret Lockwood, brittisk skådespelare
- 1994 – Harald Molander, svensk regissör och filmproducent
- 1996
  - Dana Hill, amerikansk skådespelare
  - Sten Lonnert, svensk skådespelare
- 1997 – Gianni Versace, italiensk modeskapare
- 2000
  - Einar Kjellén, svensk arkeolog
  - Kalle Svensson, svensk fotbollsmålvakt
- 2009 – Natalja Estemirova, rysk människorättsaktivist
- 2011 – Googie Withers, brittisk skådespelare
- 2012 – Celeste Holm, amerikansk skådespelare
- 2014 – Robert A. Roe, amerikansk demokratisk politiker
- 2017 – Martin Landau, amerikansk skådespelare